# Пясъчна боа
Пясъчната боа (Eryx jaculus), наричана също турска боа, е вид змия, единственият представител на семейство Боидни (Boidae), срещащ се и в България. Достига дължина 50 – 75 cm. Гърбът на змията е жълтеникаво-кафяв с неправилни по-светли петна, които се редуват с по-тъмни. Коремът е по-светъл с тъмни петънца. Опашката е много къса с тъп край, очите са малки. Малко щитче, разположено над устата, като лопатка, помага на змията да се заравя в почвата.
Пясъчната боа е разпространена в Северна Африка и Близкия изток от Арабския полуостров до Източен Иран, както и в областта между Черно и Каспийско море. На Балканите се среща в отделни разпръснати находища в източните и южните части на полуострова. В България е известна от вероятно унищожено находище край Свищов, както и от районите на Пазарджик, Пловдив, Хасково, Харманли, Свиленград и Сандански.
Едно от любимите места на пясъчната боа е пясъка, където лесно се заравя и се движи под него. Обитава и каменисти места, рохки и песъчливи почви, бедни на растителност. През деня се крие в почвата, а през нощта излиза на лов. Храни се главно с гризачи, гущери и насекоми. Женските раждат по няколко малки в края на лятото или началото на есента.
Пясъчната боа не е отровна и рядко хапе при улавяне. Тя е един от най-застрашените видове влечуги в България.